# Dinumma combusta
Dinumma combusta là một loài bướm đêm trong họ Noctuidae.